# Xida Kartli
Xida Kartli (georgià: შიდა ქართლი) que significa Kartli Interior és una regió de Geòrgia, situada al nord del Kartli entre el riu Mtkvari i les muntanyes del Caucas. La principal ciutat és Gori a la vora del riu. Té a l'oest les muntanyes Likhi i a l'est la Tutxètia i nord de Kakhètia.
Actualment és una de les regions administratives (mkhare) en què es divideix Geòrgia, que limita amb les regions de Mtskheta-Mtianeti a l'est, Kvemo Kartli al sud, Samtskhé-Djavakhètia al sud-oest, Imerècia a l'oest i Ratxa-Letxkhumi i Baixa Svanètia al nord-oest. Al nord limita amb la Federació Russa, a la República d'Ossètia del Nord. No obstant això, la meitat septentrional del mkhare no està sota el control efectiu de la República de Geòrgia, sinó que és un «territori ocupat» per la república d'Ossètia del Sud.

## Subdivisió
La regió es divideix en cinc municipalitats:
- Municipi de Gori (amb la ciutat de Gori que també és la capital de la regió), que inclou territoris ocupats per Ossètia del Sud
- Municipi de Kaspi
- Municipi de Kareli, que inclou territoris ocupats per Ossètia del Sud
- Municipi de Khashuri
- Municipi de Djava, íntegrament ocupat per Ossètia del Sud

## Història
El 1609 s'hi va produir un fet de molt de renom en la història de Geòrgia quan es va presentar un exèrcit turc a Trialètia que va intentar passar a Xida Kartli, on estava el rei Luarsab II de Kartli (al castell de Tskhirèthia), però enganyats pel monjo Thevdoré, el rei i el seu cap militar Giorgi Saakadze els van agafar per sorpresa i els van derrotar a Kvitxkhètia-Tatxiskari. Thevdoré va ser assassinat pels turcs: donà la seva vida per la salvació del país.